# 103
Rok 103 (CIII) byl nepřestupný rok, který podle juliánského kalendáře započal nedělí. V té době byl tento rok znám jako Rok konzulátu Traiana a Maxima, nebo jako 856 Ab urbe condita (od založení Říma). Podle číslem 103 se uvádí až od středověku, kdy Evropa začala používat systém počítání let Anno Domini (leta páně). 
Podle židovského kalendáře došlo k přelomu let 3863 a 3864. 

## Události
- Císař Traianus a Manius Laberius Maximus se stávají římskými konzuly.
- Plinius mladší se stává členem koleje Augura (103 nebo 104)
- 10. římská legie se přesouvá do Vídně, kde zůstane až do 5. století
- V syrském městě Palmýra byl dokončen Chrám slunce zasvěcený bohu Baalovi

## Úmrtí
- Sextus Iulius Frontinus, římský spisovatel
- Císařovna Ying, chanská císařovna a manželka císaře He (* 80)

## Hlavy států

### Evropa
- Papež – Evaristus (98/99/100/101–105/106/107)
- Římská říše – Traianus (98–117)
- Bosporská říše – Tiberius Julius Sauromates I. (90–123)
- Dácie – Decebalus (87–106)
- Ibérské království – Mihrdat I. Ibérský (58–106)

#### Asie
- Parthská říše – Pakoros (77/78–114/115)
- Kušánská říše – Vima Takto  (90–113)
- Čína, dynastie Chan – Císař He (89–105)
- Päkče (Korea) – Giru z Päkče (77–128)
- Kogurjŏ (Korea) – Taejodae z Kogurjŏ (53–146)
- Silla (Korea) – Pasa ze Silly (80–112)